# Campionato centroamericano e caraibico di calcio 1955
Il Campionato centroamericano e caraibico di calcio 1955 (CCCF Championship 1955) fu la settima edizione della competizione calcistica per nazione organizzata dalla CCCF. La competizione si svolse in Honduras dal 14 agosto al 28 agosto 1955 e vide la partecipazione di sette squadre: Curaçao e Dipendenze, Aruba, Costa Rica, Cuba, El Salvador, Guatemala e Honduras.
La vittoria andò alla selezione della Costa Rica.
La CCCF organizzò questa competizione dal 1941 al 1961, anno in cui la CCCF si unì con la NAFC per formare la CONCACAF che istituì il Campionato CONCACAF a partire dal 1963.

## Formula
- Qualificazioni

Nessuna fase di qualificazione. Le squadre sono qualificate direttamente alla fase finale.
- Fase finale

Girone unico - 7 squadre: giocano partite di sola andata. La prima classificata si laurea campione CCCF.

## Stadi
| Tegucigalpa                             |
| --------------------------------------- |
| Estadio Nacional Tiburcio Carias Andino |
| Capienza: 35.000                        |
|                                         |
| Tegucigalpa                             |

## Squadre partecipanti
| Pr. | Squadra              | Data di qualificazione certa | Partecipante in quanto | Partecipazioni precedenti al torneo    | Ultima presenza |
| --- | -------------------- | ---------------------------- | ---------------------- | -------------------------------------- | --------------- |
| 1   | Costa Rica           | -                            | Qualificata di diritto | 6 (1941, 1943, 1946, 1948, 1951, 1953) | Costa Rica 1953 |
| 2   | El Salvador          | -                            | Qualificata di diritto | 5 (1941, 1943, 1946, 1948, 1953)       | Costa Rica 1953 |
| 3   | Guatemala            | -                            | Qualificata di diritto | 4 (1943, 1946, 1948, 1953)             | Costa Rica 1953 |
| 4   | Curaçao e Dipendenze | -                            | Qualificata di diritto | 3 (1941, 1948, 1953)                   | Costa Rica 1953 |
| 5   | Honduras             | -                            | Qualificata di diritto | 2 (1946, 1953)                         | Costa Rica 1953 |
| 6   | Cuba                 | -                            | Qualificata di diritto | -                                      | Esordiente      |
| 7   | Aruba                | -                            | Qualificata di diritto | -                                      | Esordiente      |

Nella sezione "partecipazioni precedenti al torneo", le date in grassetto indicano che la nazione ha vinto quella edizione del torneo, mentre le date in corsivo indicano la nazione ospitante.

## Fase finale

### Girone unico

#### Classifica
| Pos | Squadra              | P.ti     | G        | V        | N        | P        | GF       | GS       | DR       |
| --- | -------------------- | -------- | -------- | -------- | -------- | -------- | -------- | -------- | -------- |
| 1   | Costa Rica           | 12       | 5        | 5        | 0        | 0        | 17       | 4        | +13      |
| 2   | Curaçao e Dipendenze | 8        | 5        | 4        | 0        | 1        | 10       | 3        | +7       |
| 3   | Honduras             | 7        | 5        | 2        | 1        | 2        | 8        | 6        | +2       |
| 4   | El Salvador          | 6        | 5        | 2        | 0        | 3        | 5        | 11       | -6       |
| 5   | Aruba                | 5        | 5        | 1        | 1        | 3        | 9        | 9        | 0        |
| 6   | Cuba                 | 2        | 5        | 0        | 0        | 5        | 2        | 18       | -16      |
| -   | Guatemala            | Ritirata | Ritirata | Ritirata | Ritirata | Ritirata | Ritirata | Ritirata | Ritirata |

#### Risultati
| Tegucigalpa 14 agosto 1955 | Honduras | 3 – 0 | Cuba | Estadio Nacional Tiburcio Carias Andino |

| Tegucigalpa 14 agosto 1955 | Costa Rica | 3 – 2 | Aruba | Estadio Nacional Tiburcio Carias Andino |

| Tegucigalpa 15 agosto 1955 | Guatemala | – | El Salvador | Estadio Nacional Tiburcio Carias Andino |

| Tegucigalpa 16 agosto 1955 | Costa Rica | 6 – 0 | Cuba | Estadio Nacional Tiburcio Carias Andino |

| Tegucigalpa 16 aprile 1955 | Curaçao e Dipendenze | 2 – 1 | Aruba | Estadio Nacional Tiburcio Carias Andino |

| Tegucigalpa 17 agosto 1955 | Honduras | 3 – 1 | El Salvador | Estadio Nacional Tiburcio Carias Andino |

| Tegucigalpa 18 agosto 1955 | Guatemala | – | Curaçao e Dipendenze | Estadio Nacional Tiburcio Carias Andino |

| Tegucigalpa 19 agosto 1955 | Costa Rica | 4 – 0 | El Salvador | Estadio Nacional Tiburcio Carias Andino |

| Tegucigalpa 19 agosto 1955 | Aruba | 4 – 1 | Cuba | Estadio Nacional Tiburcio Carias Andino |

| Tegucigalpa 20 agosto 1955 | Honduras | 0 – 2 | Curaçao e Dipendenze | Estadio Nacional Tiburcio Carias Andino |

| Tegucigalpa 20 agosto 1955 | El Salvador | 2 – 1 | Cuba | Estadio Nacional Tiburcio Carias Andino |

| Tegucigalpa 21 agosto 1955 | Guatemala | – | Costa Rica | Estadio Nacional Tiburcio Carias Andino |

| Tegucigalpa 22 agosto 1955 | Honduras | 1 – 1 | Aruba | Estadio Nacional Tiburcio Carias Andino |

| Tegucigalpa 22 agosto 1955 | Cuba | – | Guatemala | Estadio Nacional Tiburcio Carias Andino |

| Tegucigalpa 24 agosto 1955 | Costa Rica | 2 – 1 | Curaçao e Dipendenze | Estadio Nacional Tiburcio Carias Andino |

| Tegucigalpa 24 agosto 1955 | El Salvador | 2 – 0 | Aruba | Estadio Nacional Tiburcio Carias Andino |

| Tegucigalpa 25 agosto 1955 | Honduras | – | Guatemala | Estadio Nacional Tiburcio Carias Andino |

| Tegucigalpa 26 agosto 1955 | Curaçao e Dipendenze | 3 – 0 | El Salvador | Estadio Nacional Tiburcio Carias Andino |

| Tegucigalpa 27 agosto 1955 | Aruba | – | Guatemala | Estadio Nacional Tiburcio Carias Andino |

| Tegucigalpa 28 agosto 1955 | Honduras | 1 – 2 | Costa Rica | Estadio Nacional Tiburcio Carias Andino |

| Tegucigalpa 28 agosto 1955 | Curaçao e Dipendenze | 2 – 0 | Cuba | Estadio Nacional Tiburcio Carias Andino |